# Traian Ungureanu
Traian Radu Ungureanu (n. 1 martie 1958) este un jurnalist și om politic român, ales ca europarlamentar pentru legislaturile 2009-2014 și 2014-2019 din partea PDL.